# منتخب أرمينيا الغربية لكرة القدم
منتخب أرمينيا الغربية لكرة القدم هو منتخب كرة قدم يمثل الأرمن الأصليين في منطقة أرمينيا الغربية، التي يعتبرها القوميون الأرمن منطقة محتلة من طرف تركيا.

## التاريخ
تشكلت هيئة الإدارة، اتحاد كرة القدم في أرمينيا الغربية، في العام 2015 وانضمت إلى اتحاد الجمعيات المستقلة لكرة القدم (كونيفا) في 1 يونيو من ذلك العام. لعب الفريق أول مباراة له في 6 يناير 2016 ضد الفريق الإحتياطي من أولمبيك مرسيليا. سجل فاهغان ميليتوسيان هدفين في المباراة التي انتهت للفريق الفرنسي بنتيجة 3-2.
بعد 10 أيام من أول مباراة للمنتخب، أُختير منتخب أرمينيا الغربية في ثالث اجتماع سنوي للجمعية العمومية كونيفا ليكون واحدًا من 12 مشاركا في كأس العالم لاتحاد الجمعيات المستقلة لكرة القدم 2016 التي ستقام في أبخازيا في مايو ويونيو. في القرعة المسابقة، أُختير الفريق في المجموعة (أ) إلى جانب المضيفين جورجيا وأبخازيا وجزر تشاغوس. أول مباراة دولية دولية كاملة لأرمينيا كانت ضد جزر تشاغوس وقد انتهت بفوز الفريق بنتيجة 12-0، قبل أن يخسر بنتيجة 1-0 ضد منتخب أبخازيا لكرة القدم في المباراة النهائية. ورغم هذا تأهل المتنخب لدور الثمانية حيث لعب أمام منتخب البنجاب لكرة القدم.